# Paesaggio idillico sacrale
Paesaggio idillico sacrale è un affresco rinvenuto nella villa di Agrippa Postumo di Pompei e custodito all'interno del Museo archeologico nazionale di Napoli.

## Storia
L'affresco venne dipinto presumibilmente intorno all'11 a.C. e decorava uno dei cubicoli posti tra il peristilio e la terrazza con vista panoramica della zona residenziale della villa di Agrippa Postumo, una dimora posta nell'area suburbana di Pompei, nell'odierna Boscotrecase, sepolta dall'eruzione del Vesuvio del 79.
L'affresco venne ritrovato tra il 1903 e il 1906, staccato dalla sua collocazione originale e venduto al Museo archeologico nazionale di Napoli.

## Descrizione
L'affresco, in terzo stile, è il pannello centrale della parete ovest della cosiddetta stanza rossa: lo sfondo è bianco e al centro è raffigurato un edificio sacro, un tempio tetrastilo, sulle cui colonne sono appesi scudi e una testa di capra; alle sue spalle svetta un albero di fico mentre nell'area circostante sono tre statue. Sulla destra è posta una fontana a cratere su base circolare; alla sinistra su un'altra base circolare poggiano delle lunghe torce. Sulle scale del tempio è seduto un viandante e antistante ad esso, in piedi, una donna che porta tra le mani una torcia e una sua serva. Sullo sfondo una rupe dove è un altro tempio e tre alte figure, forse delle statue.